# تورا بورا
جبال تورا بورا وتعني بالعربية الغبار الأسود وهي منطقة تقع شرقي أفغانستان تابعة لولاية ننكرهار. تتصف جبال تورابورا بدرجة الحرارة المنخفضة جدًا وبعض سطوحها مغطاة بالجليد وبصعوبة التضاريس في المنطقة.

## معركة تورا بورا
شهدت تورا بورا أواخر سنة 2001 وحتى يناير 2002 معركة تورا بورا المشهودة بين القوات الأمريكية والألمانية والبريطانية والتحالف الأفغاني الشمالي من جهة ومقاتلي طالبان وأسامة بن لادن الذين تحصنوا بجبالها الوعرة من جهة أخرى. قاتل الكثير من العرب والمسلمين الأجانب في تورا بورا، البعض منهم عاد إلى بلادهم والبعض الآخر قُتل في المعركة.